# Comuna Vilhoveț, Nova Ușîțea
Vilhoveț (în ucraineană Вільховець) este o comună în raionul Nova Ușîțea, regiunea Hmelnîțkîi, Ucraina, formată din satele Mațiorsk, Nova Huta, Rudkivți și Vilhoveț (reședința).

## Demografie
Componența lingvistică a comunei Vilhoveț
     Ucraineană (99,21%)
     Alte limbi (0,76%)
Conform recensământului din 2001, majoritatea populației comunei Vilhoveț era vorbitoare de ucraineană (99,21%), existând în minoritate și vorbitori de alte limbi.